# María Ripoll
María Ripoll Julià (Barcelona, 1964) es una directora de cine española. Su película Ahora o nunca (2015), fue considerada el segundo largometraje español dirigido por una mujer más visto de la historia del cine español.

## Biografía
María Ripoll realizó estudios cinematográficos en la Universidad Politécnica de Cataluña y en La Fémis. Comenzó a trabajar en rodajes, hasta convertirse en ayudante de dirección, colaborando en este periodo con directores como  Agustí Villaronga, Bigas Luna, Francesc Bellmunt y Carlos Benpar. En 1988, dirigió su primer corto titulado Bar y en 1990, se trasladó a Los Ángeles, donde completó un master de dirección cinematográfica en el American Film Institute (AFI) y realizó también varios cursos de dirección de actores y guion en la UCLA, en la que escribió el corto Kill Me Later. En 1994, volvió a España para rodar un episodio de la serie de TV3 Nova ficció; y en 1998, dirigió en Londres su primer largometraje, Lluvia en los zapatos, con producción hispano británica. Posteriormente volvió a Estados Unidos, donde en 2001 dirigió Tortilla Soup. Asentada ya en España, rodó Utopía (2003) y Tu vida en 65' (2006), basada esta en la obra de teatro de Alberto Espinosa. 
Posteriormente trabajó un tiempo en rodajes publicitarios y en 2014 dirigió el drama Rastros de sándalo, basada en la novela de Anna Soler-Pont y Asha Miró, que se rodó en Mumbai y Barcelona. Por esta película obtuvo el premio Gaudí a la mejor película y el Premio del Público en los Festivales de Montreal y Cinequest.
En 2015, estrenó la comedia Ahora o nunca, protagonizada por Dani Rovira y María Valverde, que constituyó un gran éxito de público y que convirtió a María Ripoll en la directora más taquillera de todos los tiempos del cine español.

## Largometrajes
- Lluvia en los zapatos (1998)
- Tortilla Soup (2001)
- Utopía (2003)
- Tu vida en 65' (2006)
- Rastros de sándalo (2014)[7]
- Ahora o nunca (2015)[8]
- No culpes al karma de lo que te pasa por gilipollas (2016)
- Vivir dos veces (2019)
- Nosotros no nos mataremos con pistolas (2022)
- También esto pasará

## Premios y candidaturas
| Año  | Premio                           | Categoría                      | Resultado | Película                                            |
| ---- | -------------------------------- | ------------------------------ | --------- | --------------------------------------------------- |
| 1993 | Festival de cine de Oberhausen   |                                | Ganadora  | Kill Me Later (corto)                               |
| 1993 | Festival de cine de Houston      | Beca Panavision                | Ganadora  | Kill Me Later (corto)                               |
| 1998 | Festival de Cine de Montreal     | Mejor guion                    | Ganadora  | Lluvia en los zapatos                               |
| 1998 | Festival de Cine de Sitges       | Premio Gran Angular            | Ganadora  | Lluvia en los zapatos                               |
| 1999 | Festival de cine de Bogotá       | Círculo Precolombino de bronce | Ganadora  | Lluvia en los zapatos                               |
| 1999 | Festival de cine de Bogotá       | Círculo Precolombino de oro    | Nominada  | Lluvia en los zapatos                               |
| 2000 | 14 edición de los premios Goya   | Mejor director novel           | Nominada  | Lluvia en los zapatos                               |
| 2001 | Premios Alma                     | Director                       | Nominada  | Tortilla Soup                                       |
| 2001 | Premios Alma                     | Mejor película                 | Nominada} | Tortilla Soup                                       |
| 2001 | Premios Alma                     | Mejor actor & actor de reparto | Nominada  | Tortilla Soup                                       |
| 2001 | Premios Alma                     | Mejor actriz                   | Nominada  | Tortilla Soup                                       |
| 2001 | Premios Alma                     | Mejor actriz de reparto        | Ganadora  | Tortilla Soup                                       |
| 2001 | Premios Alma                     | Mejor guion                    | Nominada  | Tortilla Soup                                       |
| 2014 | Premios Gaudi                    | Mejor película                 | Ganadora  | Rastros de sándalo                                  |
| 2014 | Festival de Montreal             | Premio del público             | Ganadora  | Rastros de sándalo                                  |
| 2016 | 31.ª edición de los Premios Goya | Mejor diseño de vestuario      | Nominada  | No culpes al karma de lo que te pasa por gilipollas |